# Pulsirajuća promjenljiva zvijezda
Pulsirajuće promjenljive zvijezde (eng. pulsating variables, rus. пульсирующие переменные звёзды) su vrsta promjenljivih zvijezda.
Većina promjenljivica pripada ovoj vrsti. Kod ovih zvijezda pulsira njihova atmosfera što za posljedicu ima mijenjanje sjaja. Dijelimo ih na cefeide, miride, promjenljive zvijezde vrste RR Lire i promjenljive zvijezde vrste RV Bika.
Kod promjenljivih zvijezda čija je promjenljivost polupravilna ili sasvim nepravilna, uz pulsiranje se pojavljuju neradijalne pulsacije.
Pulsirajuće zvijezde se nadimlju i skupljaju. Radijalna pulsiranja su takva gdje se cijela zvijezda širi i skuplja, dok se kod neradijalnih pulsiranja to javlja samo u određenom dijelu, to jest dio zvijezde se širi, dok se drugi dio skuplja u sebe. Neki znanstvenici smatraju da neradijalna pulsiranja obuhvaćaju sve, dok su radijalna pulsiranja posebni slučaj. No razmatrati ih kao uzajamno isključiva je pogodno, jer općenito variraju s jednom vrstom ili drugom.